# Revolta dos Tecelões de Gante
Em 5 de setembro de 1379 teve início a Revolta dos Tecelões de Gante, também conhecida como a Revolta dos Capuzes Brancos, contra Louis de Male, então Conde de Flandres. Rapidamente a revolta foi apoiada por cidadãos de Bruges e Ypres e, em seguida, os rebeldes tomaram o controle de quase todas as regiões da Flandres.
No final de novembro de 1379 foi assinada uma trégua, que foi rompida em fevereiro de 1380.
Em 1382 Filipe van Artevelde assumiu a liderança da revolta, até que, em 27 de novembro de 1382, foi esmagada pelo exército francês na Batalha de Roosebeke.

## História
Em meados do século XIV, as atividades manufatureiras nas cidades da região de Flandres ganharam grande importância econômica, isso criou as condições para que a burguesia se organizasse politicamente para enfrentar a nobreza.
Na época do reinado de Filipe VI, ocorreu uma rebelião, liderada por Jacob van Artevelde, que tentou transformar a Flandres em uma república mercantil similar às repúblicas centradas em cidades marítimas da Itália.
Em 1375 o Conde de Flandres autorizou os cidadãos de Bruges a abrir um canal destinado a ligar o rio Lys ao porto de Bruges em Deinze, o que seria prejudicial aos interesses dos cidadãos de Gante, devido à perda do Direito de Armazenamento.
Em maio de 1379, quando as escavações se aproximaram da área de Gante em Sint-Joris-ten-Distel, eles foram atacados por homens identificados pelo uso de Capuzes Brancos liderados por Jan Hyoens.
Em seguida, o oficial de justiça Rogier de Outrive prendeu um Capuz Branco. Em resposta, cidadãos de Gante mataram o oficial e queimaram o castelo do Conde em Wondelgem. Outras fortificações na área também foram saqueadas. A revolta se espalhou por quase todas as regiões de Flandres, com exceção das áreas em torno de Oudenaarde e Dendermonde, que continuaram sob controle do Conde. No dia 1º de outubro de 1379, faleceu Jan Hyoens, então líder da revolta.
Nesse contexto, o Conde pediu o auxílio de seu genro, Filipe II da Borgonha, Duque da Borgonha, que enviou suas tropas e conseguiu sufocar a revolta em quase todas as regiões de Flandres até que, em 2 de setembro de 1380, conseguiu cercar a cidade de Gante. A cidade não cedeu ao cerco e conseguiu contra atacar os sitiantes, rompendo o cerco duas vezes, antes do estabelecimento de um novo cerco.
Em 24 de janeiro de 1382 a cidade estava quase se rendendo sob o terceiro cerco, quando o cervejeiro Filipe van Artevelde, filho de Jacob van Artevelde, assumiu a liderança da rebelião e conseguiu lançar, em 3 de maio de 1382, um novo ataque vitorioso contra o exército do Conde, enfraquecido pela deserção de muitos milicianos de Bruges.
O Conde fugiu para Lille e os rebeldes aproveitaram a oportunidade para tomar o poder em Bruges, onde saquearam os mercadores ricos.
Nesse contexto, o Conde recorreu ao Rei da França, Carlos VI de França.
Em outubro de 1382 tropas ao serviço do Conde tentaram uma nova ofensiva, mas foram cercadas e massacradas.
Em 27 de novembro de 1382 o exército francês obteve uma vitória contundente, na Batalha de Roosebeke, travada entre Ypres e Kortrijk, na qual Filipe van Artevelde foi morto.
Apesar da vitória, o exército francês não conseguiu subjugar Gante, pois teve que retornar para conter revoltas que se iniciaram em Paris e em outras cidades.
Essa nova etapa da revolta, que foi liderada por Frans Ackerman e Pieter van den Bossche, foi favorecida pelo desembarque de tropas inglesas em Calais, em maio de 1383, lideradas pelo Bispo Henrique Despenser. Os rebeldes de Gante se juntaram às forças expédicionárias inglesas e obtiveram várias vitporias contra as tropos do Conde, até que, em 8 de junho, iniciaram um cerco contra Ypres, que seria levantado em 10 de setembro, sem que a cidade fosse tomada.
Depois do fracasso do cerco, os expedicionários conseguiram uma trégua com os franceses e começaram a recuar a se retirar para a Inglaterra, retirada que se completou no final de outubro .
Em 26 de janeiro de 1384 foi assinada uma nova trégua entre tropas do Conde e os rebeldes. O Conde morreria alguns depois e seria sucedido Filipe II da Borgonha.
Em julho de 1385 os rebeldes tomaram a cidade de Damme, onde receberam reforços de arqueiros ingleses. Em 27 de agosto, tropas do Rei Carlos VI conseguiram sufocar os últimos rebeldes que ainda resistiam em Damme.
Diante das dificuldades para subjugar totalmente Gante, Filipe II da Borgonha preferiu negociar e, em 18 de dezembro de 1385, foi assinado o Tratado de Tournai, que ofereceu uma anistia aos rebeldes  .